# Rodney A. Brooks

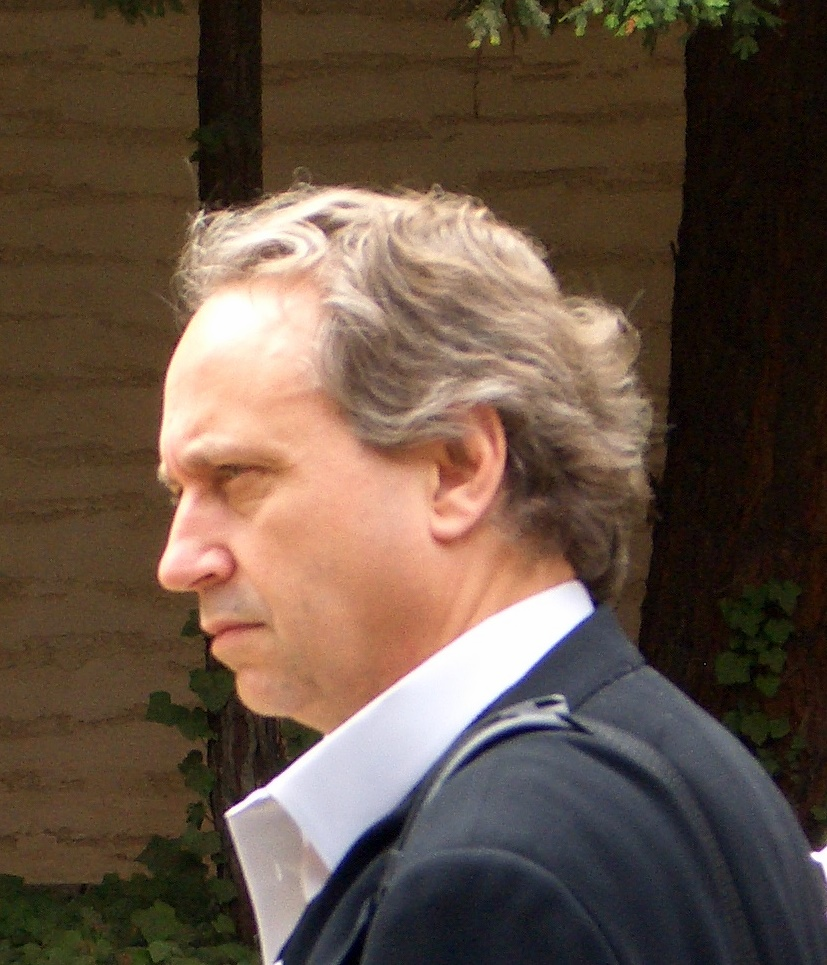
Rodney A. Brooks 2007

Rodney Allen Brooks (* 30. Dezember 1954 in Adelaide) ist ein australischer Informatiker und Kognitionswissenschaftler.

## Leben
Nach dem Studium der Mathematik an der Flinders University hat Rodney Brooks 1981 seinen Doktor in Informatik an der Stanford University abgelegt. Seine Forschungsschwerpunkte liegen einerseits in der Konstruktion einfacher, aber intelligenter Roboter, die sich in dynamischen und komplexen Umgebungen frei bewegen können, sowie andererseits in der Erforschung komplexer menschlicher Intelligenz durch die Konstruktion humanoider Roboter. Er ist damit ein klassischer Vertreter der verkörperten Künstlichen Intelligenz (Embodiment).
Neben seiner Lehr- und Autorentätigkeit war Brooks u. a. Mitgründer der Unternehmen Heartland Robotics und iRobot. Von 1997 bis 2007 war er der Direktor des Computer Science and Artificial Intelligence Laboratory (CSAIL) am Massachusetts Institute of Technology (MIT).
1997 spielte er sich in Errol Morris’ Film Schnell, billig und außer Kontrolle, der nach seinem Paper Fast, Cheap and Out of Control: A Robot Invasion of the Solar System benannt ist, selbst.

## Subsumptionsarchitektur
Rodney Brooks’ Ansatz zum Bau von Robotern, die sich in veränderlichen Umgebungen flexibel bewegen können, liegt in der Teilung des Verhaltensrepertoires in viele parallel berechnete Verhaltensmuster, von denen das jeweils adäquate automatisch ausgewählt wird. Anstatt in serieller Art und Weise verschiedene Berechnungsblöcke in Reihe zu schalten (Wahrnehmung, Kognition, Handlung), konstruiert der Roboter keine Repräsentation seiner Umgebung, sondern handelt direkt nach seinen Sensordaten. Für jedes Verhaltensmuster ist jeweils nur ein Bruchteil der eingehenden Sensordaten relevant, was die Berechnung stark vereinfacht. Die Auswahl des tatsächlich ausgeführten Verhaltens ist durch die Sensordaten bestimmt, wobei nicht zwischen Selbstwahrnehmung (z. B. Batteriestatus) und Wahrnehmung der Welt unterschieden wird. Erreicht ein Verhaltensmuster seine Aktivierungsschwelle, unterdrückt es die Ausführung aller anderen Verhaltensmuster. Eine solche Architektur erlaubt Reaktionen in Echtzeit, ist allerdings nicht lernfähig.

## Auszeichnungen und Mitgliedschaften (Auswahl)
Brooks ist Gründungsmitglied der Association for the Advancement of Artificial Intelligence, Mitglied der National Academy of Engineering, Mitglied der National Academy of Sciences, korrespondierendes Mitglied der Australian Academy of Science und Fellow der American Academy of Arts and Sciences, der American Association for the Advancement of Science und der Association for Computing Machinery. 1991 erhielt er den IJCAI Computers and Thought Award. 2023 wurde er Fellow des Computer History Museum.

## Werke
- A Robust Layered Control System for a Mobile Robot (PDF-Datei; 1,57 MB) MIT AI Lab Memo 864, September 1985.
- Menschmaschinen. Frankfurt: Fischer, 2005. ISBN 978-3-596-15877-5
- LISP – Programmieren in Common Lisp. R. Oldenbourg Verlag, München, 1987. ISBN 3-486-20269-3